# 唐津 (砲艦)
| 写真は砲艦「唐津」時代のルソン       |                                                                              |
| 艦歴（()は「ルソン」時のデータ）     |                                                                              |
| 計画                                 |                                                                              |
| 起工                                 | - （1926年11月20日）                                                         |
| 進水                                 | - （1927年9月12日）                                                          |
| 就役                                 | - （1928年6月1日）                                                           |
| その後                               | 1945年2月5日爆破処分                                                         |
| 除籍                                 | 1945年4月10日                                                                |
| 性能諸元（()は「ルソン」時のデータ） |                                                                              |
| 排水量                               | 常備：575トン                                                                |
| 全長                                 | 65.4m                                                                        |
| 全幅                                 | 9.52m                                                                        |
| 吃水                                 | 1.72m                                                                        |
| 機関                                 | ソーニクロフト式重油専焼缶 2基、 直立三段膨脹式レシプロ蒸気機関 2基、2軸推進 |
| 最大出力                             | 3,150hp                                                                      |
| 速力                                 | 16.0ノット                                                                   |
| 航続距離                             |                                                                              |
| 乗員                                 | 1942年8月1日 定員83名 （80名）                                               |
| 兵装                                 | 3インチ：7.62cm（50口径）単装速射砲3基 ルイス式7.7mm（30口径）単装機銃10丁   |

唐津（からつ）は日本海軍の砲艦。自沈したアメリカ海軍の砲艦ルソン（USS Luzon, PG-47）を接収したものである。

## 艦歴

### ルソン
1928年6月1日、上海の江南造船所で米海軍砲艦「ルソン」として竣工。その後河川砲艦へ類別され、1941年に米アジア艦隊揚子江部隊の旗艦としてフィリピンへ移動。1942年5月6日、日本軍の進攻によりコレヒドール沖で自沈した。

### 唐津
マニラの日本海軍第103工作部が修理を担当。1942年8月1日、日本海軍籍に編入し「唐津」と命名され砲艦に類別、第3南遣艦隊付属に編入。同年10月14日に整備が完了したといわれている。兵装も日本軍のものと交換したらしいが詳細不明。沿岸部での対潜哨戒任務に従事する。1943年9月28日、「唐津」は給油艦「早鞆」を護衛中パナイ島付近で海上に油を発見して九七艦攻とともに攻撃を行い、この攻撃によりアメリカ潜水艦「シスコ」を撃沈したとされる。1944年3月3日にスル海東部で米潜水艦ナーワル（USS Narwhal, SS-167）の雷撃を受け船体前部を切断大破、曳航されてマニラに帰投する。10月1日に軍艦から除かれ艦艇の砲艦に類別が変更された。マニラでまだ修理中であった1945年2月5日、日本軍撤収のため爆破処分された。同年4月10日除籍。

#### 艦長
（注）1944年10月1日以降は「砲艦長」。
1. 若杉次一 少佐：1942年8月1日[6] - 1943年10月10日[7]
2. 馬越正博 少佐：1943年10月10日[7] - 1944年3月3日戦死、同日付任海軍中佐[8]。以後1945年1月16日まで艦長を置かず。
3. 眞方信男 大尉：1945年1月16日[9] - 1945年2月25日[10]